# ココーノ
『ココーノ』は、日本のバンド藍坊主の7枚目のアルバム。

## 解説
- 2ndミニ・アルバム『S/Normally』より約1年ぶりのアルバム。オリジナルアルバムとしては『ノクティルカ』以来約2年8ヶ月ぶりとなる。オリジナルアルバムとしては初の2枚組CDである。
- アルバムタイトルである『ココーノ』とはエスペラント語で『繭(まゆ)』を意味する言葉。
- ジャケットのイラストは2014年「MUSIC ILLUSTRATION AWARDS 2014」で“BEST MUSIC ILLUSTRATOR(大賞)"を受賞したVo.hozzyによるもので、ジャケットの他に「夏の銀景」のMVも手掛けている。
- 初回盤は紙ジャケット4面仕様。また、バンド初のインディーズ時代の楽曲を含む全16曲を収録したB面集、「星霜、誘う」以降に作られた6曲のミュージックビデオを収録したDVDが付属。
- Youtubeにて「ココーノ」アルバムトレーラーが公開されている。

## 収録曲

### CD[Disc 1]
1. バタフライ(4:26)
作詞/作曲:藤森真一
「自分らしさとは何か」というテーマの曲。このテーマは長らくバンドが歌って来たテーマであり、デビュー10周年を迎えた今、改めて歌った曲である。
2. ネガティブフィードバック(2:52)
作詞/作曲:佐々木健太
3. 春の覚書(2:53)
作詞/作曲:佐々木健太
4. 賢者の忘れ物(4:31)
作詞/作曲:藤森真一
5. ラブミーテンダー(3:37)
作詞/作曲:藤森真一
6. あなたと空と星と夜明け(5:10)
作詞/作曲:藤森真一
7. 向日葵(5:15)
作詞/作曲:藤森真一
配信シングル「向日葵」1曲目。MVはパラパラ漫画となっており、このパラパラ漫画は藤森が製作した。また、このMVにはメンバーは出演していない。
なお、8月29日にリリースされた配信限定シングルはレコチョクデイリーチャート1位を獲得した。
8. エチカ(3:56)
作詞/作曲:佐々木健太
9. 鬼灯(3:49)
作詞:佐々木健太/作曲:佐々木健太・渡辺拓郎
10. チョコレート(4:20)
作詞/作曲:藤森真一
11. 夏の銀景(5:23)
作詞/作曲:佐々木健太
配信シングル「向日葵」2曲目。MVではhozzyが書いた絵を使っており、MVの終わりにはhozzyが大賞を受賞したイラストが登場している。向日葵同様、メンバーは出演していない。ちなみに、カップリング曲でMVが製作されるのは初めてである。
12. 靄がかかる街(4:26)
作詞/作曲:藤森真一
13. 星霜、誘う(4:41)
作詞:佐々木健太/作曲:佐々木健太・藤森真一
15thシングル。今作の中では唯一のCDシングル曲。藍坊主のオリジナルアルバムにシングル曲が最後になるのは初めてである。

### CD[Disc 2](初回盤のみ)
1. 冒険風(3:55)
作詞/作曲:藤森真一
初出:インディーズ1stシングル「雫」(2003年8月6日)
2. myself(3:29)
作詞/作曲:藤森真一
初出:インディーズ2ndシングル「空」(2003年9月17日)
3. ベルガモット(3:05)
作詞/作曲:佐々木健太
初出:インディーズ2ndシングル「空」(2003年9月17日)
4. Lumo(3:48)
作詞/作曲:佐々木健太
初出:2ndシングル「スプーン」(2005年11月23日)
5. そらみるたまご(3:04)
作詞:藤森真一/作曲:佐々木健太
初出:6thシングル「空を作りたくなかった」(2007年5月30日)
6. コンセント(4:19)
作詞/作曲:佐々木健太
初出:7thシングル「言葉の森」(2008年3月12日)
7. オセロ(4:18)
作詞/作曲:藤森真一
初出:8thシングル「マザー」(2008年11月12日)
8. スタンバイミー(4:57)
作詞/作曲:藤森真一
初出:9thシングル「名前の無い色」(2009年5月20日)
9. クラゲ(4:16)
作詞/作曲:佐々木健太
初出:10thシングル「伝言」(2010年1月13日)
10. 花のなはなの花(5:23)
作詞/作曲:藤森真一
初出:12thシングル「星のすみか」(2011年4月27日)
11. ワンダーランドのワンダーソング(4:26)
作詞:佐々木健太/作曲:藤森真一
初出:13thシングル「生命のシンバル」(2011年12月7日)
12. ブルース(4:38)
作詞/作曲:藤森真一
初出:14thシングル「ホタル」(2012年4月4日)
13. タイムバッファロウ(3:36)
作詞/作曲:藤森真一
初出:14thシングル「ホタル」(2012年4月4日)
14. 風の国と地上絵(4:34)
作詞:藤森真一/作曲:渡辺拓郎
初出:15thシングル「星霜、誘う」(2012年12月12日)
15. She is the beautiful(4:53)
作詞/作曲:藤森真一
初出:15thシングル「星霜、誘う」(2012年12月12日)
16. オーケストラ(4:34)
作詞/作曲:藤森真一
初出:配信シングル「向日葵」(2014年8月29日)

### DVD(初回盤のみ)
1. 星霜、誘う(Music video)
2. 青空(Music video)
3. 宇宙が広がるスピードで(Music video)
4. 虫の勾配(Music video)
5. 向日葵(Music video)
6. 夏の銀景(Music video)